# Beverley and Holderness

La circonscription dans l'East Yorkshire.

La circonscription de Beverley et Holderness  est une circonscription électorale anglaise située dans le Yorkshire de l'Est et représentée à la Chambre des communes du Parlement britannique.

## Liste des députés
- 1997 : James Cran (Parti conservateur)
- 2005 : Graham Stuart (Parti conservateur)